# Edgard Clercx
Edgard Clercx, né à Montignies-sur-Sambre, près de Charleroi, le 2 juin 1873 et mort à Marcinelle le 6 décembre 1967 est un architecte actif à Charleroi qui y a produit des constructions de style Art nouveau.

## Biographie
Edgard Clercx nait dans un milieu architectural, son père Zacharie Clercx (1847-1919) avec qui il ne faut pas le confondre, est un architecte déjà bien en vue à Charleroi, auteur de maisons de style éclectique et connu pour avoir établi en 1880 un projet d'extension de cette ville alors en plein développement économique.
Edgard Clercx, tout comme son père Zacharie, figure en 1911 parmi les membres fondateurs de l'ARAC (Association royale des architectes de Charleroi)

## Œuvres
On signale de lui à Charleroi :
- 1906 : rue Léon Bernus, 42 pour Élisée Radelet[2].
- 1906 : rue Léon Bernus, 44 pour Henri Houart Radelet Radelet[3].
- 1908 : rue Tumelaire, 89 pour Arthur Louis-Deschamps[4].
- 1910 : avenue de Waterloo, 7 et 9 pour l'entrepreneur Hubert Delile[5].
- 1910 : rue Jules Destrée, 25 (attribué)[6].
- 1911 : avenue des Viaducs pour le médecin Georges Bille[4].

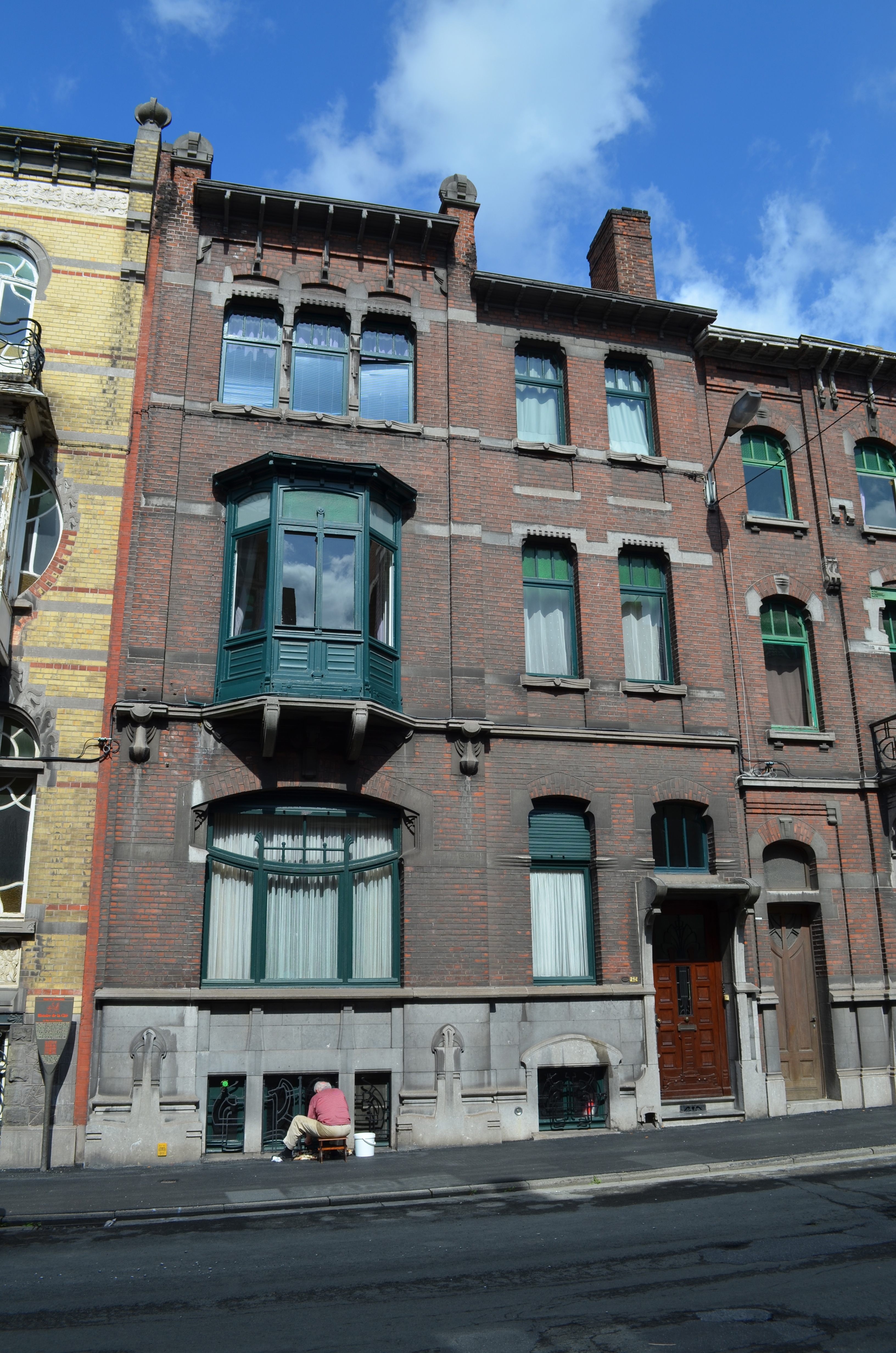
Rue Léon Bernus 42.
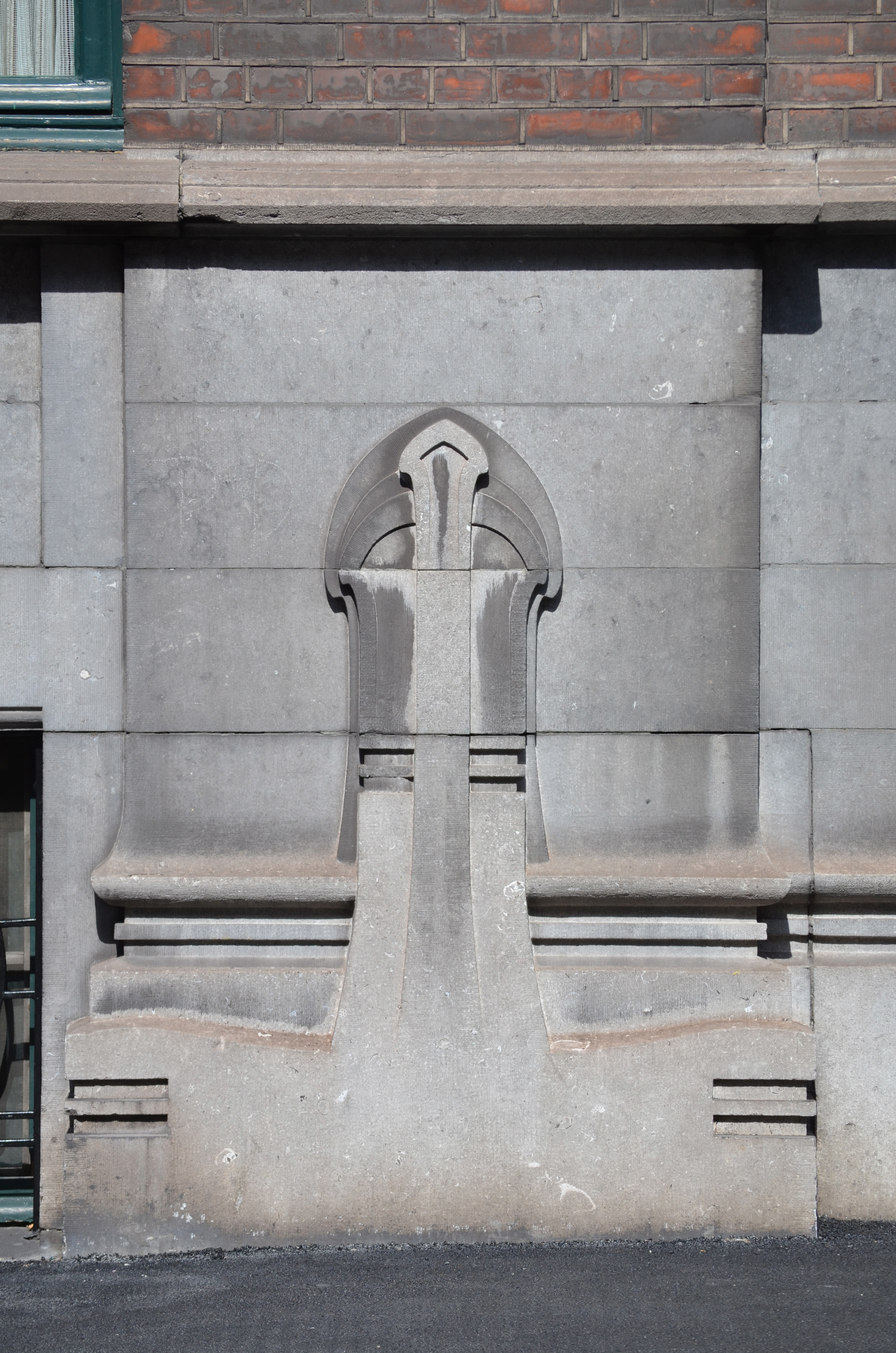
Rue Léon Bernus 42, sculpture sur la façade.
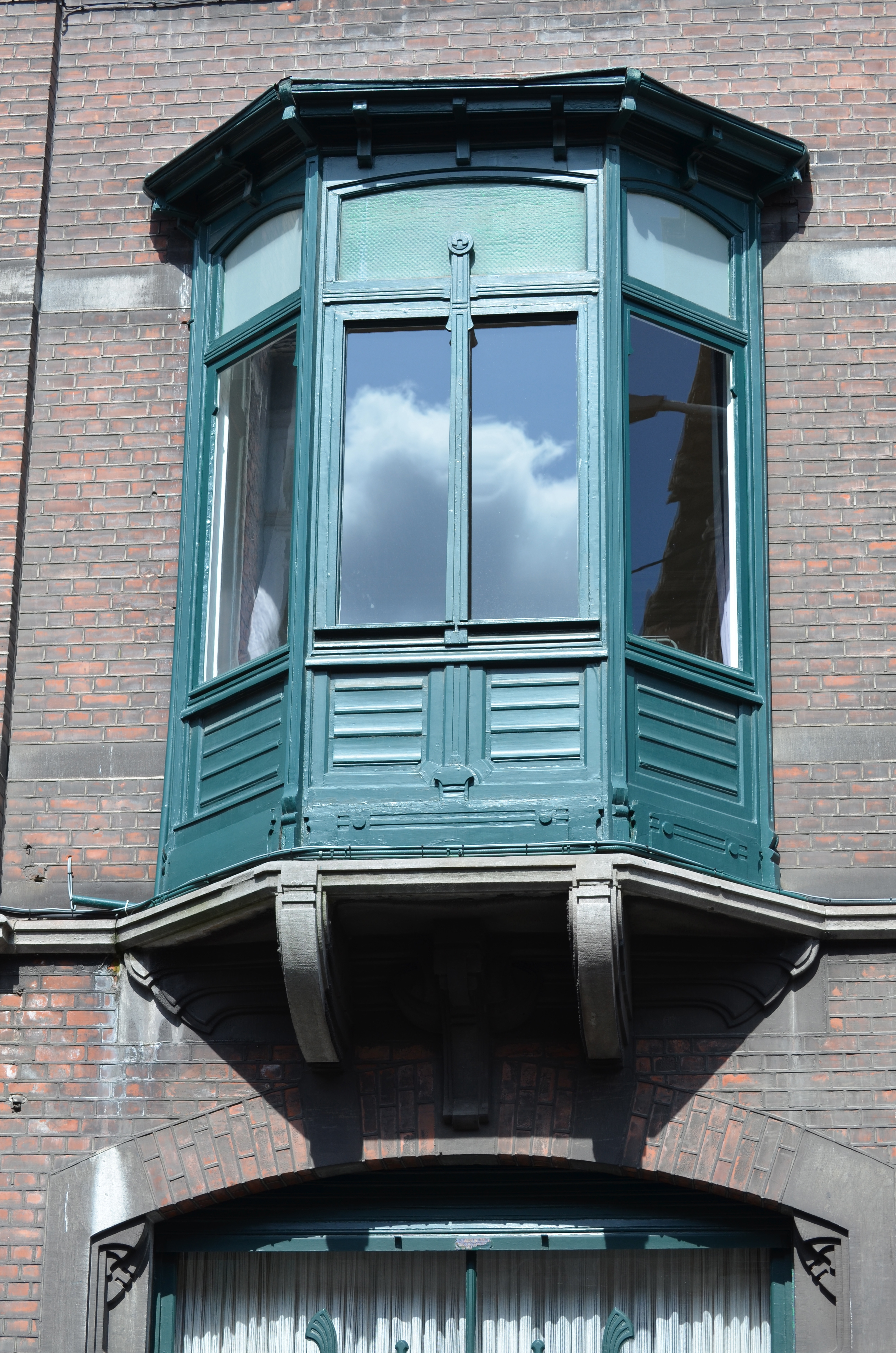
Rue Léon Bernus 42, oriel.
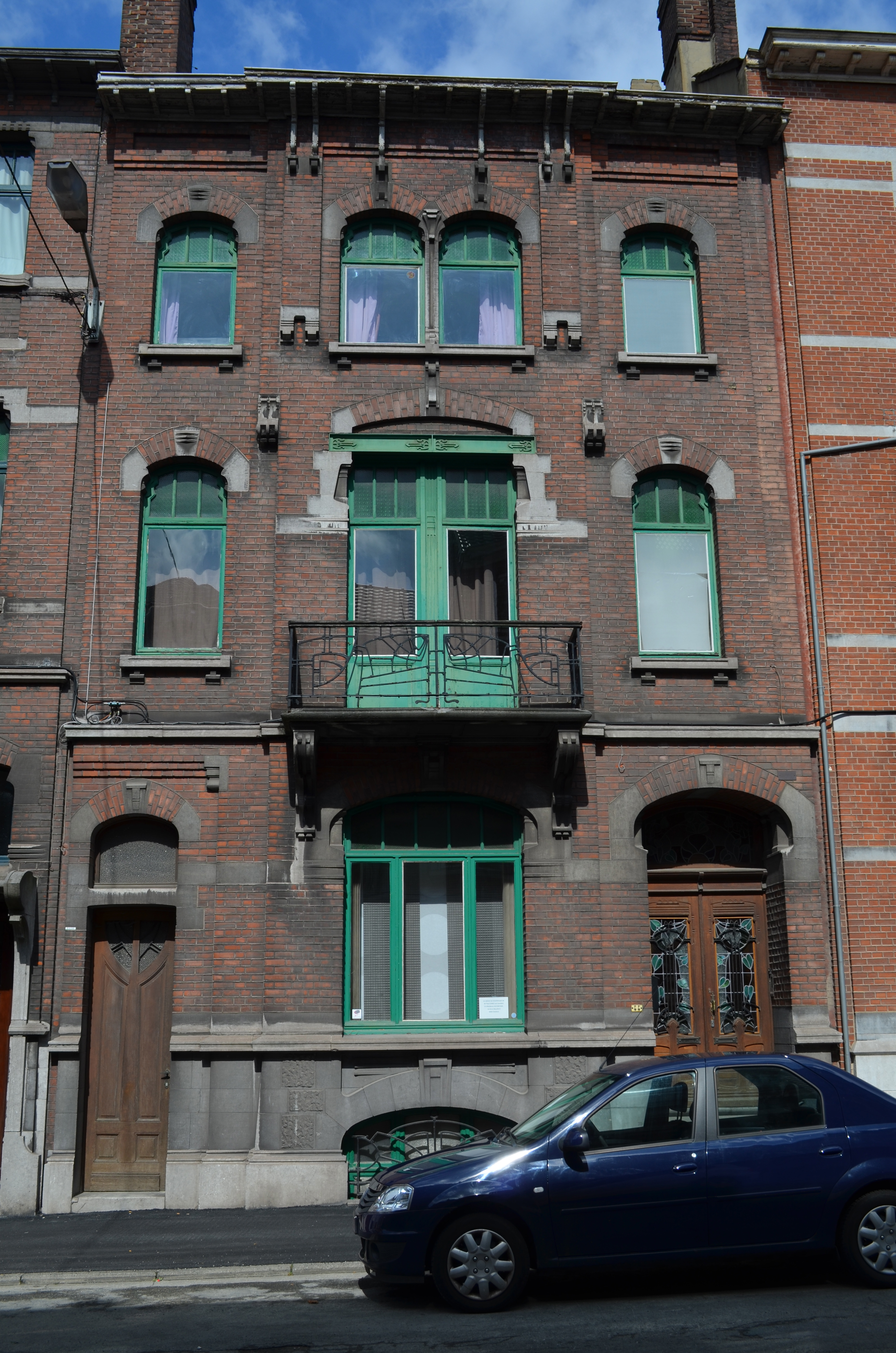
Rue Léon Bernus 44.
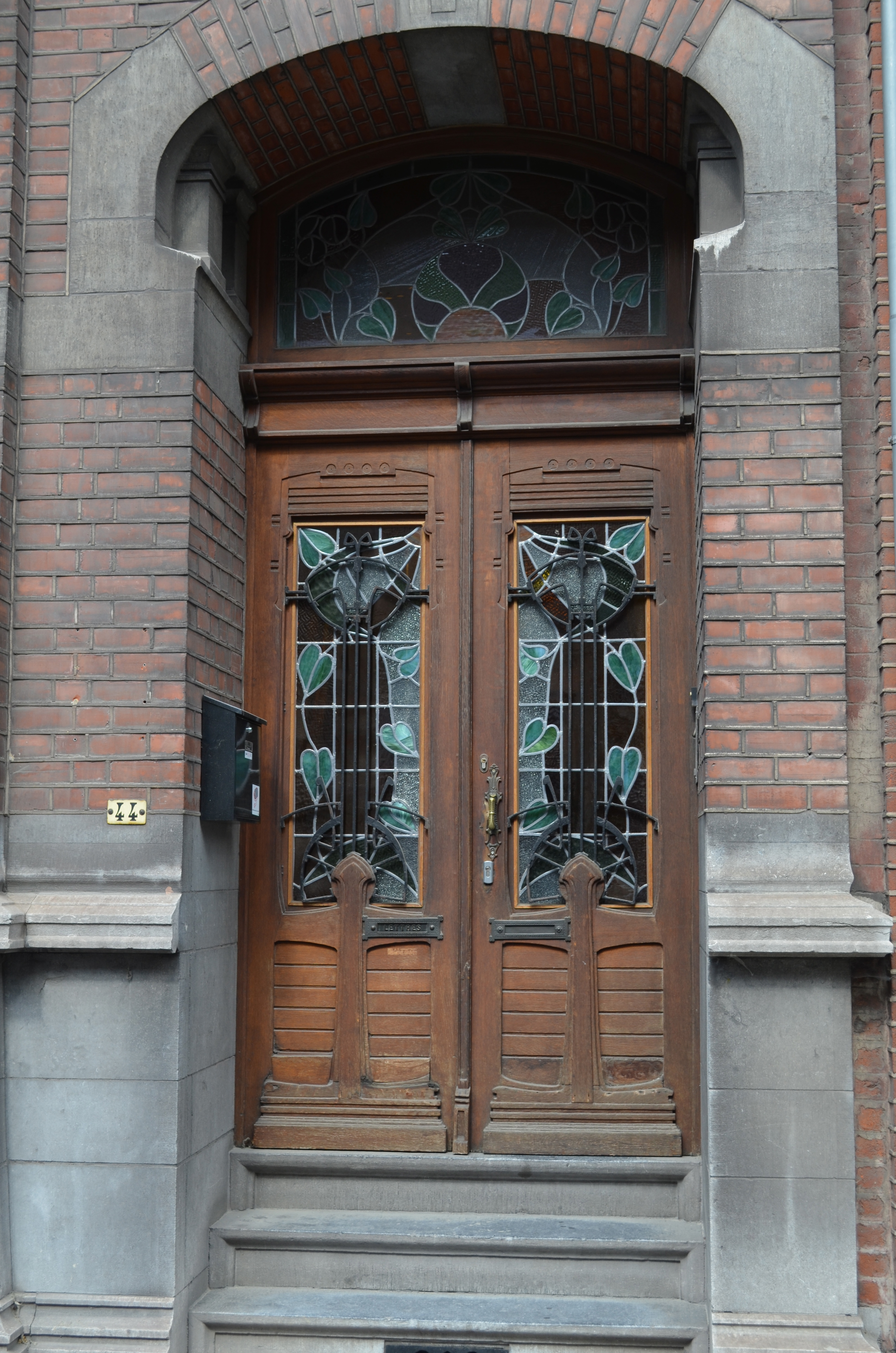
Rue Léon Bernus 44, porte d'entrée.
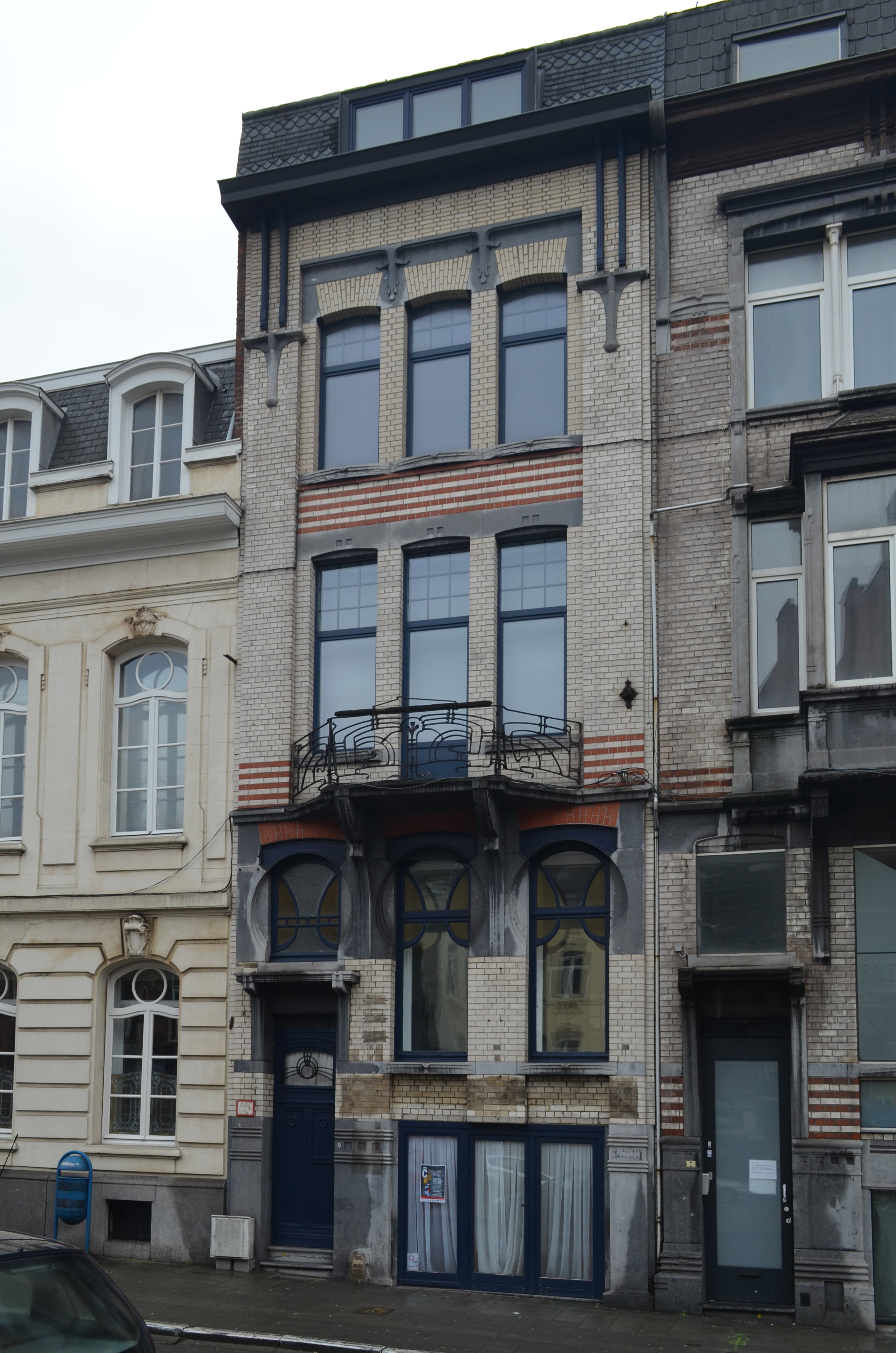
Avenue de Waterloo 9.